# Truck Trial
Truck Trial je automobilový sport, kdy vozidlo v často extrémním terénu zdolává přírodní nebo uměle vytvořené překážky. Nejčastěji se jedná o divoké průjezdy vodou, bahnem nebo zdolávání prudkých kopců. Konají přibližně šestkrát do roka v různých lokalitách po celé České republice. V závodech nejde o rychlost, ale především o jezdecké umění.

## O závodech
V překladu z angličtiny znamená „Truck“ nákladní vozidlo a „Trial“ je zkouška. Dohromady se vlastně jedná o zkušební průjezd nákladních vozidel extrémním terénem.

### Kategorie soutěžních vozů
Soutěž probíhá v 7 kategoriích.
- S1 – Nejčastěji vozy: MB Unimog, Tatra 805
- S2 – Nejčastěji vozy: MB Unimog, IFA W50, Avia, Praga, Viza ROSS
- S3 – Nejčastěji vozy: Tatra 138, Praga V3S, Liaz, Viza ROSS
- S4 – Nejčastěji vozy: Tatra 813 a 815 6x6, Ural
- S5 – Nejčastěji vozy: Tatra 813 8x8
- P1 a P2 – jsou kategorie malých a velkých unikátních prototypů, kdy každý z vozů je originál.

### Pravidla Truck Trialu
Pro soutěž musí být připraven dostatečný počet sekcí (ohrazených prostor s průjezdovými brankami), kde posádky zpravidla bojují proti přírodním či umělým překážkám. Ještě před tím jsou však rozděleni do kategorií (S1, S2, S3, S4, S5, P1 a P2) podle počtu náprav a podle rozvoru a rozchodu vozidla. Soutěžit mohou pouze vozidla s minimální hmotností 2,5 tuny. Průjezdy sekcemi (průjezd brankami, časový limit, změny směru jízdy atd.) jsou hodnoceny trestnými body. Posádka s jejich nejmenším počtem se stává vítězem. Závodníci také musí dodržovat nejrůznější bezpečnostní opatření, aby nedošlo ke zranění posádky ani diváků. Mezi takové patří například povinnost připoutání čtyřbodovými pásy.

### Evropské posádky
Český Truck Trial se pro některé nadšence stal natolik populárním, že už dávno překročil hranice České republiky. V seriálu jsou nejen české, ale i polské, slovenské i maďarské posádky. Výjimkou není ani pořádání společných závodů s německými kolegy TTCD (Truck Trial Club Deutschland).

### Vliv pandemie covidu-19 v letech 2020-2021
V dubnu roku 2020 byl v důsledku zákazu akcí s účastí nad 100 osob kvůli pandemii covidu-19 zrušen první závod této sezóny. Po několika letech tak nová sezóna nezačínala v Milovicích u Nymburka, jak již bylo tradicí. O měsíc později, v květnu 2020 došlo ke zrušení dalšího závodu – Černuc u Velvar. A to ze stejného důvodu. Třetí závod v sezóně (neoficiální – Velká Cena Mohelnice) byl přesunut na září téhož roku. Později, 27. dubna byla VC Mohelnice zrušena úplně a byl oznámen termín v sezóně 2021. Zrušena byla také Stráž pod Ralskem. Později byly oznámeny nové termíny. Čtyři závody (Kunštát na Moravě, Jihlava – Pístov, Černuc u Velvar a Milovice u Nymburka) se uskuteční. Závod v Kunštátě doprovázela hygienická opatření včetně omezení počtu návštěvníků. Bez větších problémů proběhl i závod v Jihlavě a Černuci u Velvar. Bohužel, poslední závod, který se měl uskutečnit v polovině října v Milovicích, byl koncem září z důvodu přetrvávající pandemie zrušen, a sezóna 2020 tak byla předčasně ukončena. 22. ročník (tedy sezóna 2020) měla být mimo jiné sezóna speciální počtem konaných závodů. Po několika letech byl jejich počet v jedné sezóně zvýšen z 6 na 7 závodů. Kvůli pandemii covidu-19 se tak bohužel nestalo.

## Historie a počátky

### Počátky závodů v Česku
V 90. letech 20. století se tento sport začal provozovat i v Česku. Zpočátku si posádky mohly měřit své dovednosti pouze v Evropském šampionátu – Europa Truck Trial, ale s přibývajícím počtem nových posádek, mohlo v roce 1999 vzniknout také Mistrovství České republiky. Mezi úspěšné Truck Trial reprezentanty patří posádky B. Čápa, R. Korytáře, R. Drahokoupila, J. Špety, V. Malíkové či Tomáše Pražáka.

### Truck Trial v Evropě
Je to poměrně nový automobilový sport. Na počátku byla lidská touha zdolat přírodní překážky jen pomocí vlastní řidičské strategie a dovednosti. Odtud vznikla nová sportovní soutěž, která se poprvé uskutečnila v druhé polovině minulého století, v Anglii.
Přehled největších českých úspěchů v mistrovství Evropy
- 1991 – 1. místo v kategorii P2, Kakrda – Král (mistři Evropy) – LIAZ
- 1992 – 1. místo v kategorii P2, Kakrda – Birke (mistři Evropy) – LIAZ
- 1993 – 1. místo v kategorii S3, Filip – Joklík (mistři Evropy) – LIAZ
- 1995 – 1. místo v kategorii P2, Filip – Záleský (mistři Evropy) – LIAZ
- 1997 – 1. místo v kategorii S2, Cacák – Fišer (mistři Evropy) – Praga
- 1998 – 1. místo v kategorii S2, Cacák – Bernášek (mistři Evropy) – Praga
- 2007 – 1. místo v kategorii S2, Čáp – Švanda (mistři Evropy) – Avia

### Přehled mistrů Evropy
Tabulka s přehledem mistrů Evropy v Truck Triale.
|      | P1                                   | P2                              | S1                                      | S2                                      | S3                                        | S4                              | S5                                      |
| ---- | ------------------------------------ | ------------------------------- | --------------------------------------- | --------------------------------------- | ----------------------------------------- | ------------------------------- | --------------------------------------- |
| 1991 | Werny - Böhm                         | Kakrda - Král LIAZ 111.154 D    | Bormann - Bormann Mercedes-Benz         | Ribault - Piet Renault                  | ---------                                 | Paul - Krüger MAN               | ---------                               |
| 1992 | Strasser - Garuzzi                   | Kakrda - Birke LIAZ 111.154 D   | Bormann - Bormann Mercedes-Benz         | Bertele - Bahl                          | Auinger - Wehrlin                         | Kröpfel - Anzini                | ---------                               |
| 1993 | Stark - ???                          | Datzberger - ???                | Bormann - Bormann Mercedes-Benz         | Bertele - Bahl                          | Filip - Joklík LIAZ                       | Kröpfel - Anzini                | ---------                               |
| 1994 | Bülles - ???                         | Auinger - Wehrlin               | Bormann - Bormann Mercedes-Benz         | Bertele - Stark IVECO                   | Langenberg - Gemeren                      | Kröpfel - Anzini                | ---------                               |
| 1995 | Bülles - Brink Bülles Trial-Mog      | Filip - Záleský ŠKODA LIAZ AWS  | Bormann - Bormann Mercedes-Benz         | Leopold - Gemik ÖAF                     | R.Reicher sen. - Medwed ZIL               | Schuilenburg - Jacobi           | Christiansen - Nilsson Tatra 813 8x8    |
| 1996 | Bülles - Brink                       | Rauber                          | Bormann - Bormann Mercedes-Benz         | Leopold - Emmerich                      | Langenberg - Flamm                        | Bitzer - Aigner                 | Kampschreur - ???                       |
| 1997 | Bülles - Fritzen                     | Rauber                          | Bormann - Bormann Mercedes-Benz         | Cacák - Fišer Praga UV 80               | Langenberg - Flamm                        | Kröpfel - Anzini                | Kampschreur - Bratt                     |
| 1998 | A.Hellgeth - J.Hellgeth Werner UK 52 | Auinger - Holub Ural 4320       | Bormann - Bormann Mercedes-Benz         | Cacák - Bernášek Praga UV 80            | Langenberg - Flamm Gamma-Goat             | Bertele - Hermann Iveco         | Kampschreur - Aalders Tatra 813         |
| 1999 | Blodau - Stiegelbauer Unimog-Spezial | Auinger - Holub Ural 4320       | Heidenreich - Heidenreich Mercedes-Benz | D.Baum - T.Baum Mercedes-Benz           | Langenberg - Flamm Gamma-Goat             | Kröpfel - Anzini Steyr          | Kampschreur - Aalders Tatra 813         |
| 2000 | Bülles - Enders Bülles Trial-Mog     | Auinger - Holub Ural 4320       | Aerts - Glabus Mercedes-Benz            | Ribault - Poupounot Mercedes-Benz       | Heidenreich - Heidenreich Mercedes-Benz   | Orsik - Kniga MAZ 6317          | Bormann - Bormann MAN                   |
| 2001 | Bülles - Enders Bülles Trial-Mog     | Auinger - Holub Ural 4320       | Rauber - Regenbrecht Mercedes-Benz      | Kottkamp - Kottkamp Mercedes-Benz       | Heidenreich - Heidenreich Mercedes-Benz   | Orsik - Kniga MAZ               | Kampschreur - Aalders Tatra 813         |
| 2002 | Blodau - Gruber Unimog-Spezial       | Auinger - Holub Ural 4320       | Brauwers - Marx Mercedes-Benz           | Kottkamp - Kottkamp Mercedes-Benz       | Heidenreich - Heidenreich Mercedes-Benz   | Kniazev - Bolotov Ural 4320     | Jmaev - Petelin Ural 5323               |
| 2003 | Franquesa - Bea Prototyp Unirover    | Auinger - Holub Ural MAN 4320   | Brauwers - Marx Mercedes-Benz           | Alfers - Kaßen Mercedes-Benz            | R.Reicher jun. - Medwed ZIL 131           | Kröpfel - Anzini Steyr          | Heidenreich - Heidenreich Mercedes-Benz |
| 2004 | Vavrik - Fritsch Jolly Jumper        | Funke - Henhapl Ural 4320 Proto | Brauwers - Renner Mercedes-Benz         | R.Kaßen - Grafe Mercedes-Benz           | Muth - Muth Steyr                         | Niedergesäß - Niedergesäß Iveco | Heidenreich - Heidenreich Mercedes-Benz |
| 2005 | Vavrik - Vavrik Prototyp Unirover    | Auinger - Auinger Ural MAN 4320 | Brauwers - Müller Mercedes-Benz         | R.Kaßen - Grafe Mercedes-Benz           | R.Reicher jun. - Medwed Magirus           | Borzym - Seidl Ural             | HS Schoch Team MAN                      |
| 2006 | Franquesa - Bea Prototyp Unirover    | Funke - Zöhrer Ural 4320        | Brauwers - Czoelder Mercedes-Benz       | R.Kaßen - Grafe Mercedes-Benz           | Tiefenthaler - Tiefenthaler Mercedes-Benz | Borzym - Seidl Ural             | Reicher - Höller Mercedes-Benz          |
| 2007 | Franquesa - Bea Prototyp Unirover    | Auinger - Auinger Ural MAN 4320 | Töpfer - Heyde Mercedes-Benz            | Čáp - Švanda Avia                       | Tiefenthaler - Tiefenthaler               | Anzini - Huemer Steyr           | Budde - Müller Mercedes-Benz            |
| 2008 | Schlager - Sedlak Jolly Jumper       | Henhapl - Zöhrer                | Töpfer - Heyde Mercedes-Benz            | Heidenreich - Heidenreich Mercedes-Benz | Sedro - Lecko Star 266                    | Anzini - Huemer Steyr           | Reicher - Resch Mercedes-Benz           |
| 2009 | Bülles - Enders Trialmog             | Team HERO                       | Team Mini Mog Mercedes-Benz             | Pražák - Vodička Mercedes-Benz          | SEDRO Team Star 266                       | Team Borzym Ural                | HS Schoch team MAN                      |
| 2010 | Bülles - Enders Trialmog             | Funke Vital Line Ural 4320      | Team Manent Mercedes-Benz               | Pražák - Vodička Mercedes-Benz          | Team Heidenreich Mercedes-Benz            | Team Borzym Ural                | Team Engelbändiger Mercedes-Benz        |
| 2011 | Unimog Mania team Mercedes-Benz      | Team Auinger MAN Prototyp 4320  | Team Manent Mercedes-Benz               | Pražák - Vodička Mercedes-Benz          | Team Heidenreich Mercedes-Benz            | Team Alsace Mercedes-Benz       | HS Schoch team MAN                      |

## Lokality
Lokalitami se rozumí soutěžní prostory (lomy, louky, pískovny apod.) rozmístěné různě po České republice, ve kterých se závody konají.

### Lokality podle let
- 2024 – Milovice, Braňany u Mostu, VC Mohelnice, Vřesová u Sokolova, Kunštát na Moravě a Valašské Meziříčí
- 2023 – Milovice, Braňany u Mostu, VC Mohelnice, Vřesová u Sokolova, Kunštát na Moravě a Valašské Meziříčí
- 2022 – Milovice, Černuc u Velvar, VC Mohelnice, Vřesová u Sokolova a Kunštát na Moravě
- 2021 – Kunštát na Moravě, Černuc u Velvar, Milovice a Jihlava – Pístov.
- 2020 – Kunštát na Moravě, Jihlava – Pístov a Černuc u Velvar.
- 2019 – Milovice, Černuc u Velvar, VC Mohelnice, Stráž pod Ralskem, Kunštát na Moravě a Jihlava – Pístov.
- 2018 – Milovice, Černuc u Velvar, VC Mohelnice, Stráž pod Ralskem, Kunštát na Moravě a Jihlava – Pístov.
- 2017 – Milovice, VC Mohelnice, Stráž pod Ralskem, Kunštát na Moravě, Černuc u Velvar a Jihlava – Pístov.
- 2016 – Milovice, VC Mohelnice, Stráž pod Ralskem, Kunštát na Moravě, Jihlava – Pístov a Černuc u Velvar.
- 2015 – Milovice, VC Mohelnice, Jihlava – Pístov, Černuc u Velvar, Kunštát na Moravě a Jihlava – Pístov.
- 2014 – Milovice, VC Mohelnice, Kadaň, Černuc u Velvar, Kunštát na Moravě a Jihlava – Pístov.
- 2013 – Milovice, VC Mohelnice, Krásná Lípa, Černuc u Velvar, Ottendorf (Německo), Kunštát na Moravě a Kladno.
- 2012 – Milovice, VC Mohelnice, Krásná Lípa, Kunštát na Moravě, Černuc u Velvar a Kladno.
- 2011 – Milovice, VC Mohelnice, Krásná Lípa, Kunštát na Moravě a Kladno.
- 2010 – Milovice, VC Mohelnice, Krásná Lípa, Ujkovice, Kunštát na Moravě a Hummer Centrum Praha.
- 2009 – Milovice, VC Mohelnice, Krásná Lípa, Ujkovice a Drnovice.
- 2008 – Milovice, Písek, Krásná Lípa, Ujkovice, Drnovice a Chříč.
- 2007 – Milovice, Písek, Vránov, Krásná Lípa, Drnovice a Chříč.
- 2006 – Smolné Pece, Jihlava, Kamsdorf (Německo), Dobřany, Milovice, Postoloprty, Chříč a Vránov.
- 2005 – Milovice, Beroun, Jihlava, Kamsdorf (Německo), Postoloprty, Ujkovice a Chříč.
- 2004 – Milovice, Velký Luh, Jihlava, Ujkovice a Chříč.
- 2003 – Milovice, Jihlava, Dasnice, Velký Luh, Ujkovice a Chříč.
- 2002 – Dasnice, Velký Luh, Chříč, Milovice a Mohelnice.
- 2001 – Most, Dasnice, Velký Luh, Pohořelice, Žamberk a Brno – Černovice.
- 2000 – Kostelec nad Černými lesy, Velký Luh, Drnovice, Dobřany a Vojkovice.
- 1999 – Vyškov, Šluknov, Dobřany, Drnovice a Mohelnice.
  - VC Mohelnice nepatří mezi oficiální závody CZTT. Již několik let se však VCM i CZTT pořádají dohromady.
  - TTCD (německý Truck Trial - Truck Trial Club Deutschland) se do seznamu oficiálních lokalit nezapočítávají.

### O lokalitách

#### Milovice u Nymburka
Jedná se o tradiční lokalitu kde se pravidelně zahajuje nová sezóna. Jedná se o Tankodrom Milovice (Tankodrom Teleček) který je v rukách soukromého majitele. Tankodrom se nachází v lese u města Milovice, nedaleko Benátek nad Jizerou a Nymburka. Sezóna se zde začíná pravidelně od roku 2007. V roce 2020 se zde však sezóna nezačínala. A dubnové závody byly zrušeny kvůli pandemii covidu-19.

#### Černuc u Velvar
Jedná se o velký areál pískovny společnosti TAUM. Závody se zde konají pravidelně od roku 2012. Lokalita leží nedaleko Slaného. 

#### Stráž pod Ralskem
Jedná se o rozlehlou louku v nakloněné stráni na severu České republiky. Závody se zde konají pravidelně od roku 2016. Lokalita je známá každoročním „sobotním deštěm“ který nejednou působil problémy jak v sekcích, tak i v dopravě. Jedná se o areál Sedliště u obce Luhov a Stráž pod Ralskem. Ze zmíněné louky je také krásný panoramatický výhled na Ještěd.

#### Velká cena Mohelnice
Závody, které se konají pravidelně v květnu v Mohelnických lomech nepatří mezi oficiální závody českého truck trialu. Již několik let se zde ale schází posádky z Truck Trialu, VC Mohelnice i českých Offroad závodů. Lokalita se nachází v okrese Šumperk.

#### Kunštát u Boskovic
V této lokalitě se závody konají téměř vždy během letních prázdnin. V lokalitě bohužel probíhají i změny terénu. Kvůli kůrovci zde musela být v roce 2020 vykácená veliká část lesa. Nicméně, tato skutečnost závody nijak neovlivnila.

## 4T a média
Závody Truck Trial mají mimo jiné vlastní internetovou televizi a štáb fotografů, kameramanů a moderátorů, kteří se mimo tvorby každročních DVD starají i o ozvučení závodiště a moderování přímo na závodech.
Zkratka 4T označuje název této mediální skupiny, tedy Televizní Truck Trial Team.

## Hymna Truck Trialu
Hymnu Českého Truck Trialu nahrála skupina Husbery. Slyšet ji lze na každých závodech Truck Trialu, ale také při dalších významných událostech jako každoroční vyhlášení vítězů. Symbolizuje Truck trialovou atmosféru, kamarádství a ochotu jezdců pomáhat si navzájem. Hymna také popisuje náročnost této soutěže.

## Galerie obrázků

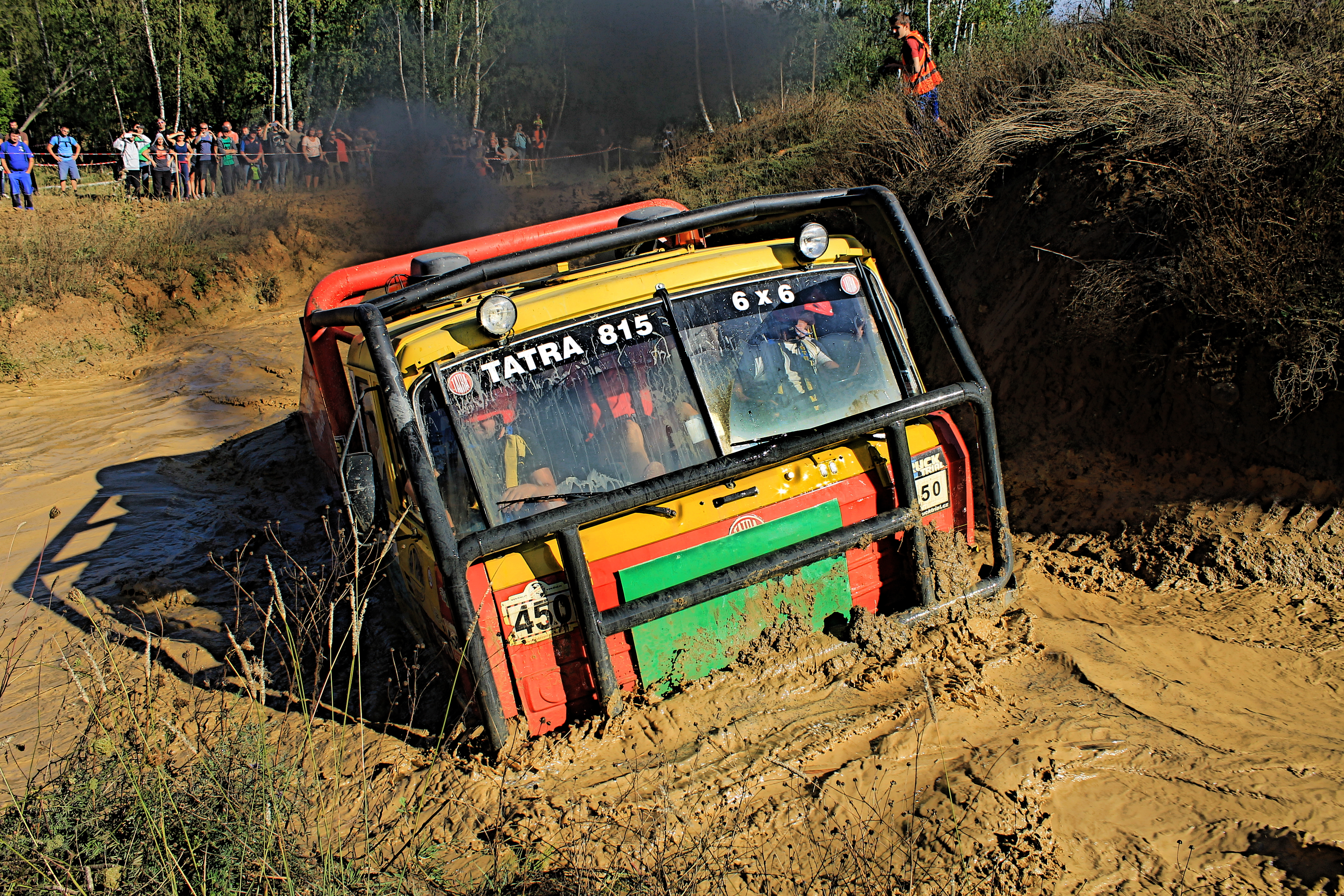
CZTT 2018 - Jihlava
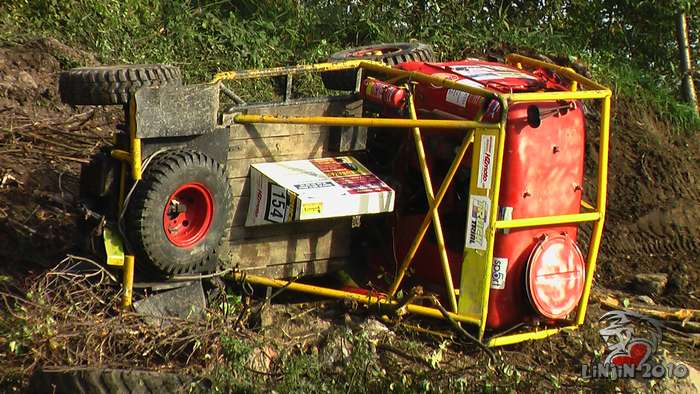
Tatra 805 4x4
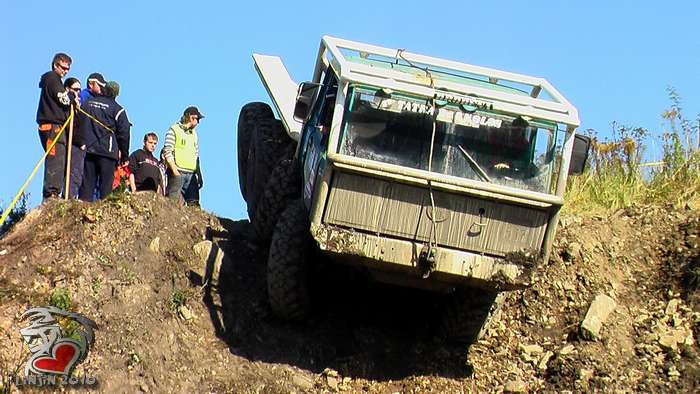
Tatra 813 8x8
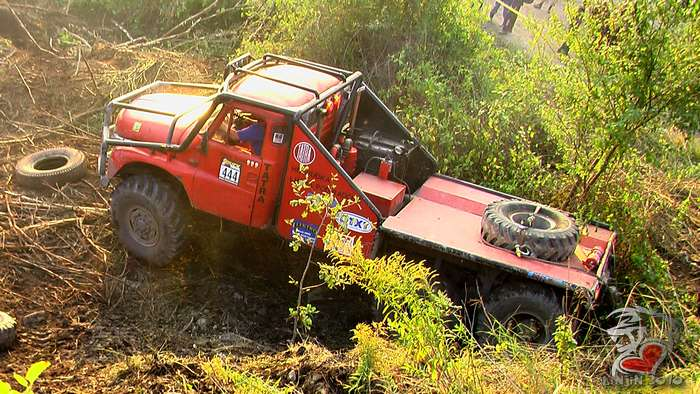
Tatra 138 6x6